# Ferdinand Kaspar Forster
Ferdinand Kaspar Forster (30. října 1812 - 27. prosince 1892 Praha) byl rakouský soudce a politik německé národnosti z Čech, během revolučního roku 1848 poslanec Říšského sněmu.

## Biografie
Profesí byl právníkem. Uvádí se jako Ferdinand Forster, c. k. kriminální aktuár a pomocný referent u trestního soudu v Krakově. V prosinci 1856 byl jmenován radou zemského soudu v Praze. Od prosince 1866 působil jako rada vrchního zemského soudu v Praze. Později se stal viceprezidentem českého vrchního zemského soudu.
Během revolučního roku 1848 se zapojil do veřejného dění. Ve volbách roku 1848 byl zvolen na ústavodárný Říšský sněm. Zastupoval volební obvod Cheb. Profesí se tehdy uváděl coby kriminální aktuár. Řadil se k sněmovní levici.
Zemřel v prosinci 1892.